# Snowboarding na Zimowych Igrzyskach Azjatyckich 2025
Snowboarding na Zimowych Igrzyskach Azjatyckich 2025 odbył się w dniach 8–13 lutego 2025 roku w Yabuli Ski Resort w Górach Wschodniomandżurskich. Czterdziestu siedmiu zawodników obojga płci rywalizowało w sześciu konkurencjach indywidualnych.

## Podsumowanie

### Klasyfikacja medalowa
| Klasyfikacja medalowa | Klasyfikacja medalowa | Klasyfikacja medalowa | Klasyfikacja medalowa | Klasyfikacja medalowa | Klasyfikacja medalowa |
| Miejsce               | państwo               | Złoto                 | Srebro                | Brąz                  | Razem                 |
| --------------------- | --------------------- | --------------------- | --------------------- | --------------------- | --------------------- |
| 1                     | Chiny                 | 3                     | 4                     | 1                     | 8                     |
| 2                     | Korea Południowa      | 2                     | 0                     | 3                     | 5                     |
| 3                     | Japonia               | 1                     | 2                     | 2                     | 5                     |
| Razem                 | Razem                 | 6                     | 6                     | 6                     | 18                    |

### Medaliści
| Konkurencja | 1. miejsce    | 2. miejsce         | 3. miejsce      |           |
| Mężczyźni   | Mężczyźni     | Mężczyźni          | Mężczyźni       | Mężczyźni |
| ----------- | ------------- | ------------------ | --------------- | --------- |
| Big air     | Yang Wenlong  | Jiang Xinjie       | Kang Dong-hun   |           |
| Halfpipe    | Kim Geon-hui  | Koyata Kikuchihara | Lee Ji-o        |           |
| Slopestyle  | Lee Chae-un   | Liu Haoyu          | Kang Dong-hun   |           |
| Kobiety     |               |                    |                 |           |
| Big air     | Xiong Shirui  | Zhang Xiaonan      | Suzuka Ishimoto |           |
| Halfpipe    | Sara Shimizu  | Sena Tomita        | Wu Shaotong     |           |
| Slopestyle  | Zhang Xiaonan | Xiong Shirui       | Himari Ishii    |           |